# Skała Powroźnikowa

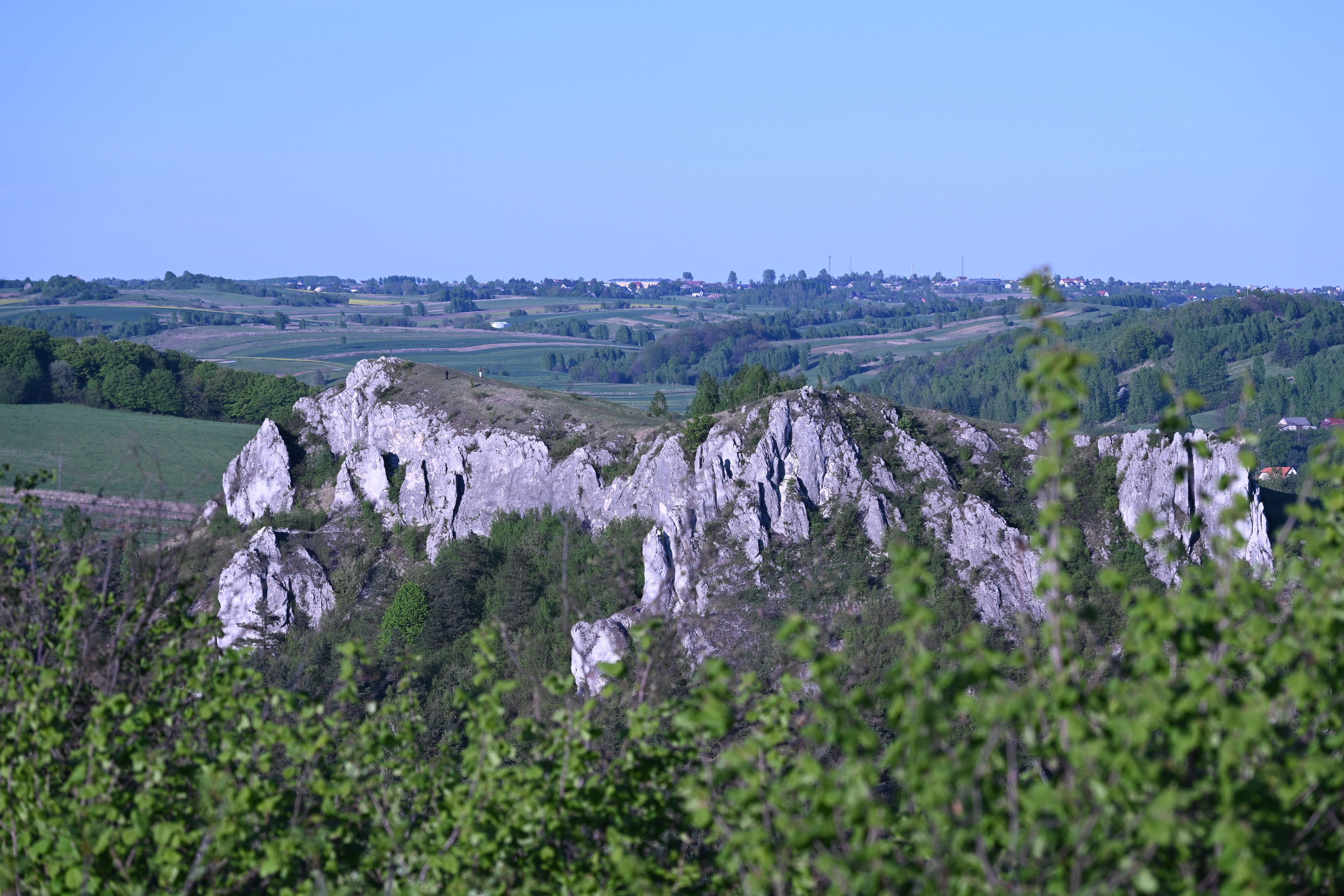
Skala Powrożnikowa w Racławicach widziana ze Skałki Racławickiej

Skała Powroźnikowa – skała i skaliste wzniesienie w miejscowości Racławice w województwie małopolskim, w powiecie krakowskim, w gminie Jerzmanowice-Przeginia. Wznosi się w prawych (zachodnich) zboczach górnej części Doliny Racławki i oddziela główny ciąg tej doliny od jej prawego odgałęzienia. Jest to obszar Wyżyny Olkuskiej w obrębie Wyżyny Krakowsko-Częstochowskiej.
Powroźnikowa wznosi się na wysokość około 435 m n.p.m. i około 35 m powyżej dna bocznej dolinki, do której opada pionowymi ścianami i stromym urwiskiem. Wznosi się wśród pól uprawnych, jedynie jej zachodnie urwiska i zbocza częściowo porastają drzewami i krzewami. Szczyt Powroźnikowej jest dobrym punktem widokowym. Jej zbudowane z wapieni skały są obiektem wspinaczki skalnej. Wspinacze podzielili je na sektory:
- Powroźnikowa – ściana południowa I; 4 drogi wspinaczkowe (w tym 2 projekty), o długości 14–16 m i trudności VI.1– VI.3+ w skali Kurtyki,
- Powroźnikowa – ściana południowa II; 4 drogi wspinaczkowe (w tym 2 projekty), o długości 14–16 m i trudności VI.1– VI.3+ w skali Kurtyki,
- Powroźnikowa – ściana zachodnia I,
- Powroźnikowa – ściana zachodnia II; 14 dróg wspinaczkowych (w tym 1 projekt), o długości 12–16 m i trudności III– VI.2 w skali Kurtyki,
- Powroźnikowa – ściana zachodnia III; 13 dróg wspinaczkowych (w tym 1 projekt), o długości 12–13 m i trudności III– VI.2 w skali Kurtyki,
- Powroźnikowa – ściana zachodnia IV,
- Powroźnikowa – ściana zachodnia V,
- Powroźnikowa – ściana zachodnia VI[3].

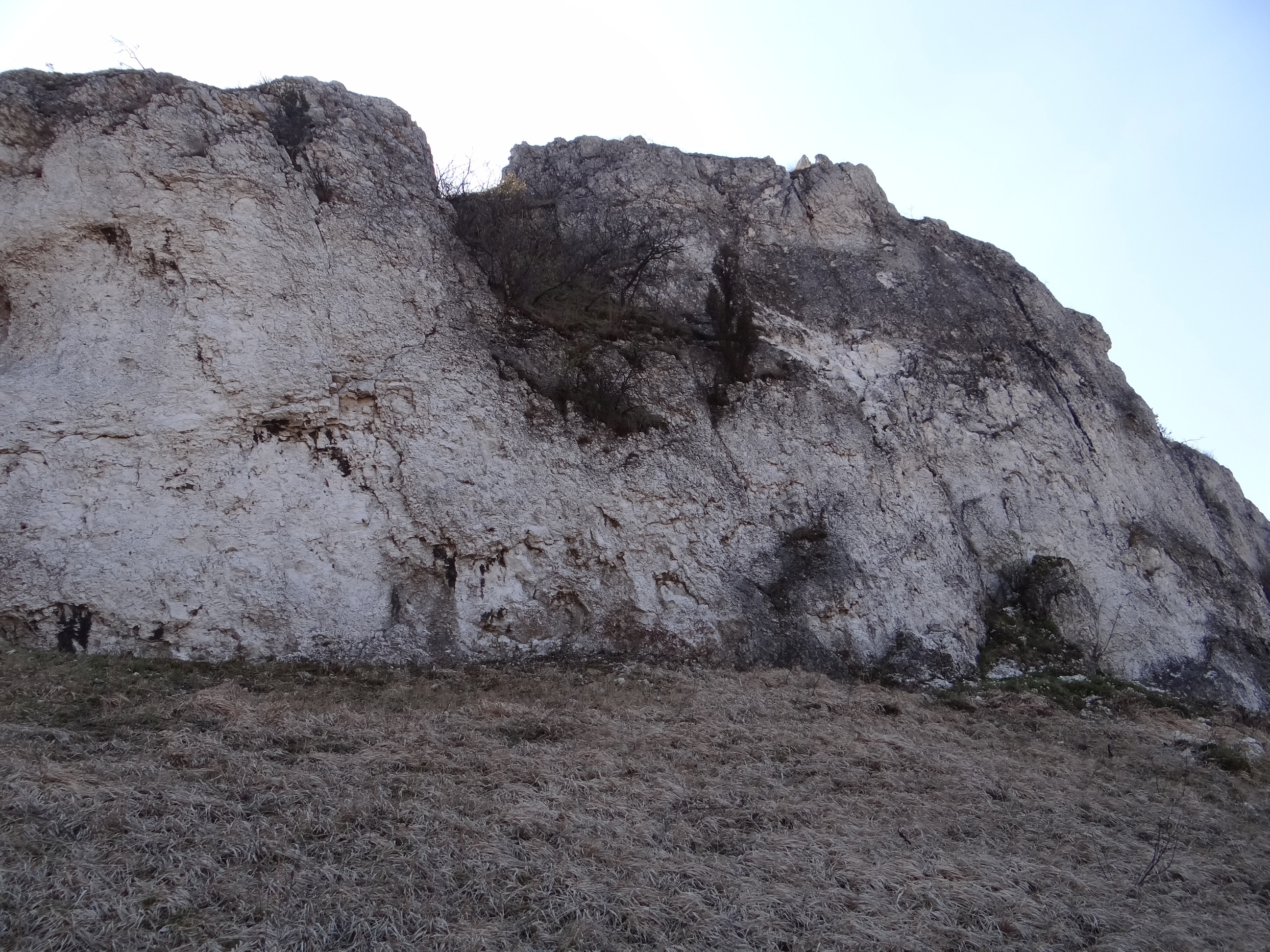
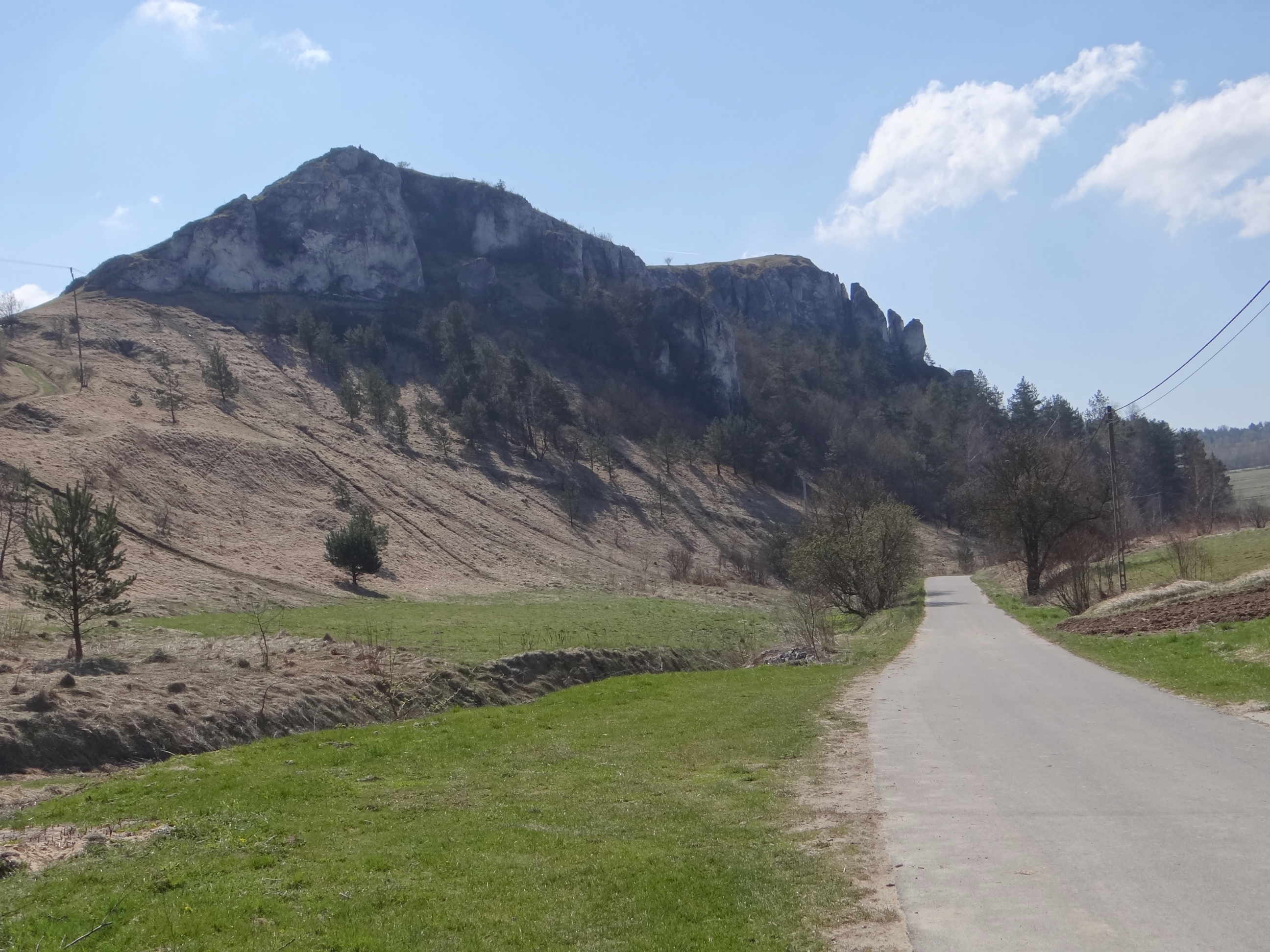
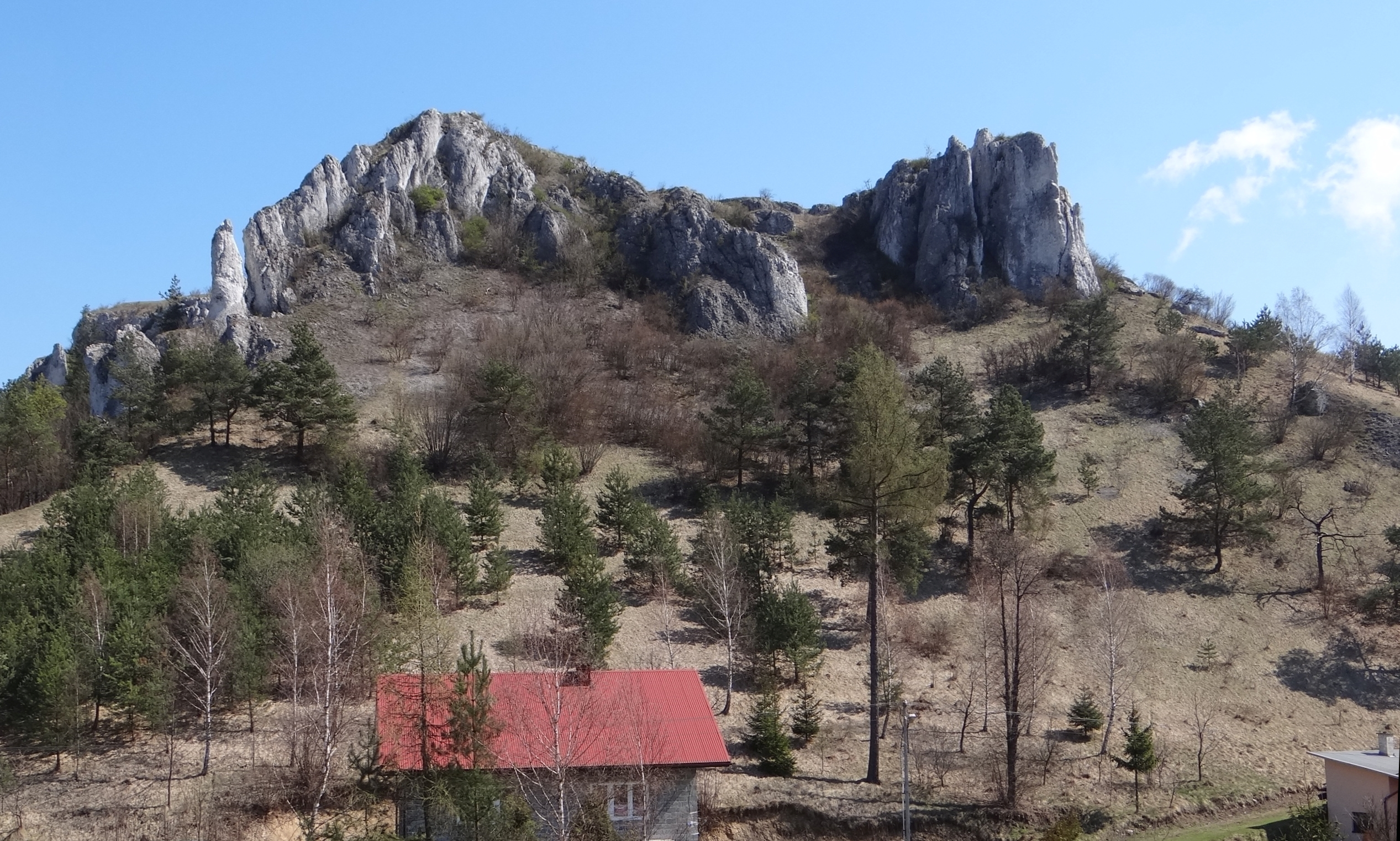
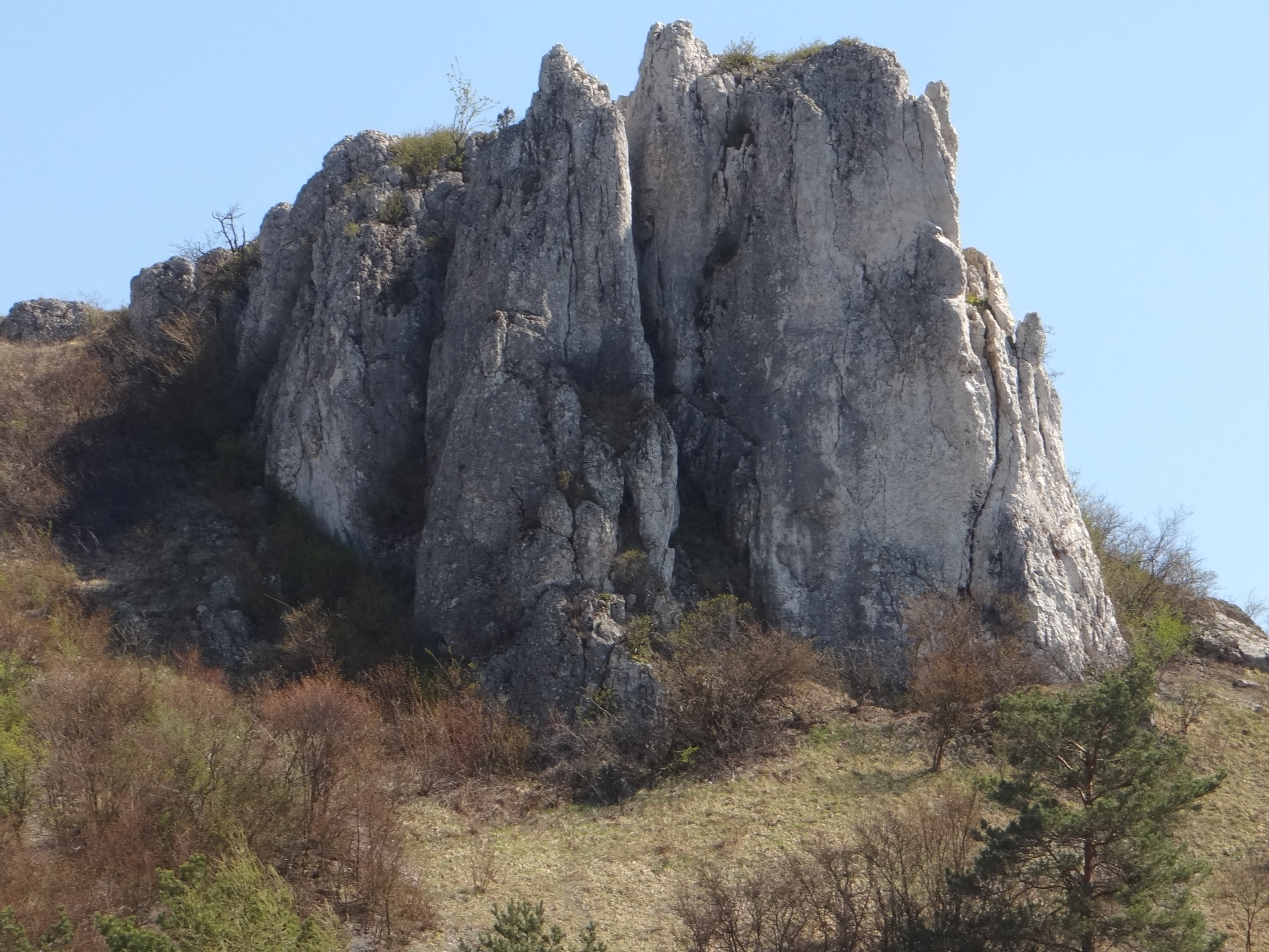
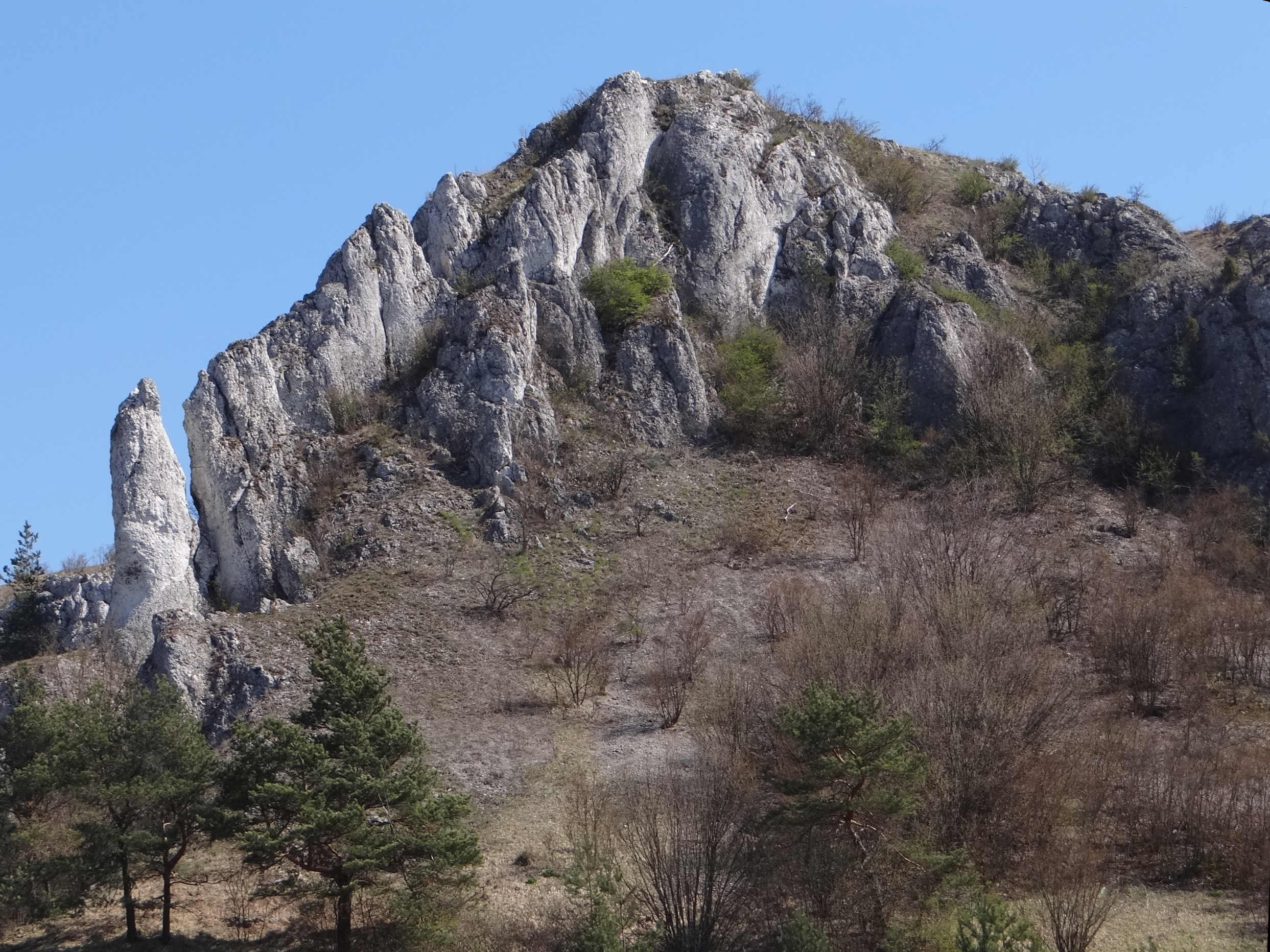
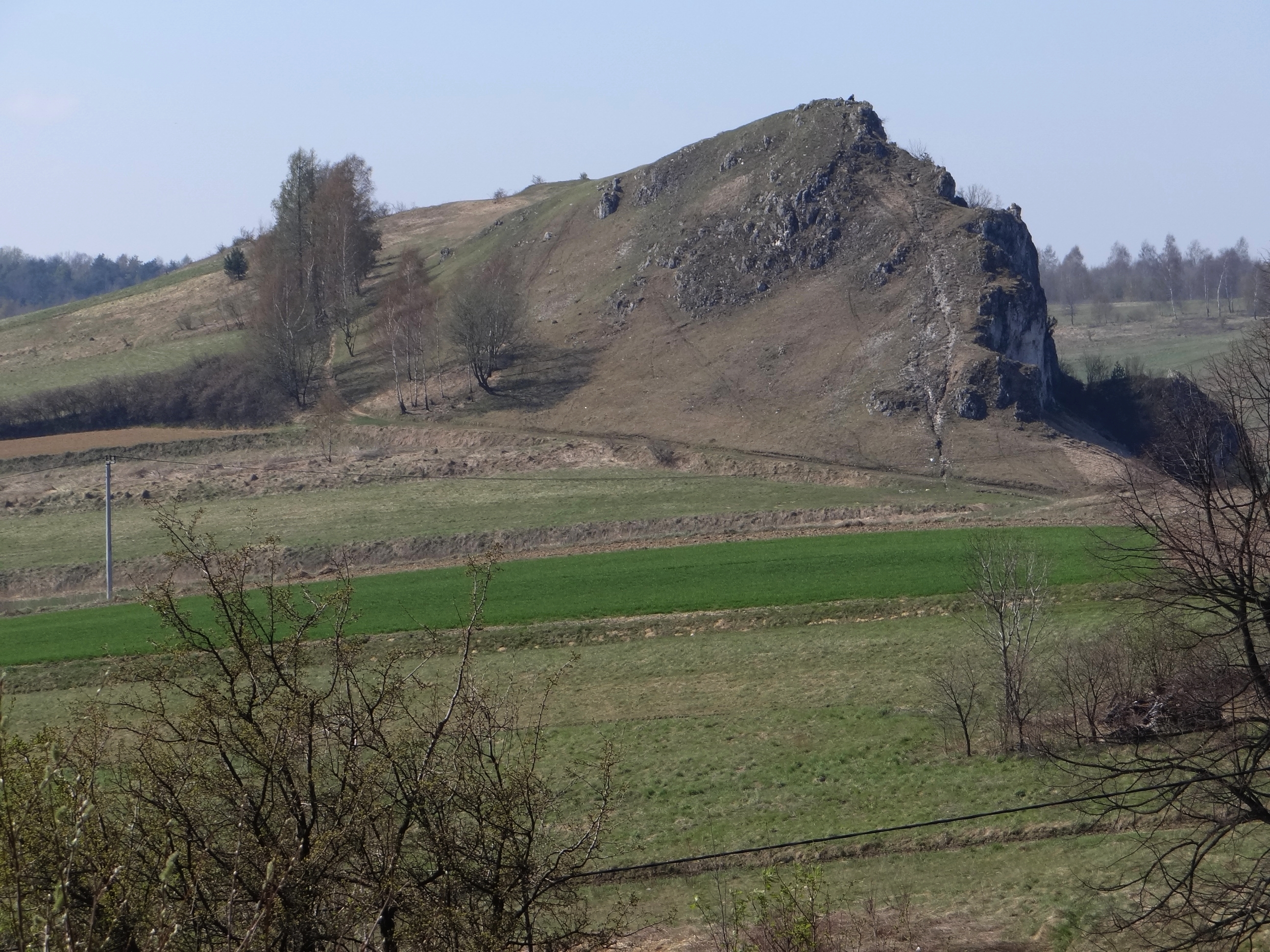

Do 2020 r. zamontowano punkty asekuracyjne dla niemal wszystkich dróg: ringi (r) i stanowiska zjazdowe (st), tylko na najłatwiejszych wspinaczka tradycyjna (trad). Są też projekty i możliwości poprowadzenia nowych dróg. Grzegorz Rettinger w Powroźnej wyróżnia następujące sektory:

Parowozownia
1. Jak nauka wyszła z lasu; III, 6r + st
2. Szramówka; IV+, 7r + st
3. Madame Tutli-Putli; VI+, 8r + st
4. Breakthru; VI.3, 6r + st
5. Wymiatanie splendoru; III+, 6r + st
6. Tendrzak; VI.1+, 5r + st
7. Parowozik; V, 5r + st
8. Nocny pociąg do seksu; V, 5r + st
9. Na lewo od cnoty; V, 3r + st
10. Niecne igraszki; VI, 2r + st
11. Tramwaj zwany pożądaniem; VI.2, 6r +st
12. Drezynka; VI.1, 5r + st
13. Pociągi pod specjalnym nadzorem; V, 6r + st
14. Zmierzch pary; VI.1, 6r + st
15. W poszukiwaniu złotego pociągu; VI.1+, 6r + st

Manufaktura
1. Produkt fabryczny; VI.1+, 5r + st
2. Powroźna rysa; IV+, 5r + st
3. Rękodzieło; V, 6r + st
4. Handmade; VI.2, 6r +st
5. Ziemia obiecana; VI.1+, 7r +st

Folwark
1. Harry Potter i insygnia smoleńskie; VI.1+, 6r + st
2. Obejście Baranów; IV, 6r + st
3. Tankuj Wiesiek, tankuj; VI+, 7r +st
4. Przybycie Baranów; III+, 7r + st
5. Kierdel; Vi.1+, 8r + st
6. Najlepszy z całej WSI; VI.1+, 8r + st
7. Piejo kury piejo; VI.1, 6r + st
8. Układ domknięty; VI+, 6r + st
9. Życie na podsłuchu; V+, 4r + st
10. Zacięcie Mayora; IV+, 5r + st

Powroźna Grań
1. Komin na Folwark; II, trad
2. Projekt; st
3. Wichry namiętności (1 wyciąg); IV
4. Wichry namiętności (2 wyciąg); III
5. Wichry namiętności (3 wyciąg); II
6. Zapiecek; VI+, 3r + st
7. Poszerzenie pola walki; VI.2+, 5r (bardzo krucho)

Szafot
1. Projekt: 5r + st
2. Możliwość
3. Możliwość
4. Jawność życia w Galicji; VI.1+; 5r + st
5. Harcap; VI.1+, 6r + st
6. Włóka; 7r + st
7. Windą na szafot; VI.3, 6r + st[4].

W Powroźnikowej znajdują się trzy schroniska (rodzaj jaskini): Schronisko z Cegłami w Powroźnikowej, Schronisko z Wersalką w Powroźnikowej Skale i Schronisko Małej Skały Powroźnikowej.